# Arnstorf
Arnstorf – gmina targowa w Niemczech, w kraju związkowym Bawaria, w rejencji Dolna Bawaria, w regionie Landshut, w powiecie Rottal-Inn. Leży około 15 km na północny zachód od Pfarrkirchen.

## Dzielnice
W skład gminy wchodzą następujące dzielnice: Arnstorf, Hainberg, Jägerndorf, Kohlstorf, Mariakirchen, Mitterhausen, Ruppertskirchen, Sattlern i Unterhöft.

## Współpraca
Miejscowość partnerska:
- Rossatz-Arnsdorf. Austria